# Lewis Gilbert
Lewis Gilbert (Londres; 6 de marzo de 1920-Mónaco; 23 de febrero de 2018) fue un director de cine, productor cinematográfico y guionista británico, nominado al premio Óscar en 1967 por Alfie.
Además, fue ganador del Premio especial del Jurado en el Festival de Cine de Cannes de 1966 por Alfie y ganador del Premio BAFTA de 1984 por Educando a Rita. Fue miembro de la Orden del Imperio Británico en el grado de Commander (CBE) por sus servicios a la industria cinematográfica del Reino Unido. Su historial como director incluye tres filmes de la saga de James Bond.

## Carrera profesional
Después de una carrera como niño actor en películas de fines de los años 20 y en los años 30, comenzó a rodar documentales para la Royal Air Force (RAF) (Real Fuerza Aérea Británica) durante la Segunda Guerra Mundial.
Gilbert se hizo de un nombre en la década de 1950 con exitosos filmes como director y ocasionalmente también como productor y guionista. 
Varios de sus filmes están basados en acontecimientos verdaderos de la Segunda Guerra Mundial, tales como Reach for the Sky (1956), basada en la vida de Douglas Bader un as de la RAF, Carve Her Name with Pride (1958), basada en la vida de Violette Szabo, una agente del SOE, y Sink the Bismarck! (1960), una recreación de la operación naval dirigida a lograr el hundimiento del acorazado Bismarck.

## Filmografía
- Sailors Do Care (1944)
- The Ten Year Plan (1945)
- Under One Roof (1946)
- Arctic Harvest (1946)
- The Little Ballerina (1948)
- Once a Sinner (1950)
- There Is Another Sun (1951)
- Scarlet Thread (1951)
- Cosh Boy (1952)
- Emergency Call (1952)
- Time Gentlemen Please! (1952)
- Johnny on the Run (1953)
- Albert R.N. (1953)
- The Good Die Young (1954)
- The Sea Shall Not Have Them (1954)
- Cast a Dark Shadow (1955)
- Reach for the Sky (1956)
- The Admirable Crichton (1957)
- Carve Her Name with Pride (1958)
- A Cry from the Streets (1958)
- Ferry to Hong Kong (1959)
- Light Up the Sky! (1960)
- Sink the Bismarck! (1960)
- The Greengage Summer (1961)
- H.M.S. Defiant (1962)
- The 7th Dawn (1964)
- Alfie (1966)
- Sólo se vive dos veces (1967)
- The Adventurers (1970)
- Friends (1971)
- Paul and Michelle (1974)
- Operation Daybreak (1975)
- Seven Nights in Japan (1976)
- La espía que me amó (1977)
- Moonraker (1979)
- Educando a Rita (1983)
- Not Quite Jerusalem (1986)
- Shirley Valentine (1989)
- Stepping Out (1991)
- Haunted (1995)
- Before You Go (2002)

## Premios y distinciones
Premios Óscar
| Año  | Categoría      | Película | Resultado |
| ---- | -------------- | -------- | --------- |
| 1967 | Mejor película | Alfie    | Nominado  |

Festival Internacional de Cine de Cannes
| Año  | Categoría              | Película | Resultado |
| ---- | ---------------------- | -------- | --------- |
| 1966 | Gran Premio del Jurado | Alfie    | Ganador   |